# 'Ndrina Codispoti
I Codispoti sono una 'ndrina di San Luca.
Sono alleati dei Nirta-Scalzone (con cui hanno anche dei legami parentali), i Romeo e anche con i Libri e De Stefano di Reggio Calabria.
Furono da mediatori dalla parte dei De Stefano nella guerra di mafia di Reggio Calabria.
Sarebbero il punto di riferimento della 'ndrangheta a Roma. La cosca dei Morabito di Africo chiese appoggio per i propri affari illeciti.
Trafficarono droga dal Sud America, di cui le regioni italiane coinvolte furono Calabria, Lombardia, Lazio, Veneto e Abruzzo; mentre fuori dall'Italia: Spagna, Paesi Bassi, Francia, Belgio e Serbia-Montenegro.

## Etimologia
Dovrebbe derivare da un soprannome originato dal verbo greco oikodespoteô, "essere padrone di casa" cioè essere despotes, "signore, capo di casa".

## Esponenti
- Domenico Codispoti, ucciso con colpi di arma da fuoco, in particolare di pistola cal. 7.65 in Reggio Calabria il 24/9/1988[2].
- Francesco Codispoti, cognato di Antonio Nirta.
- Paolo Codispoti, arrestato nel 2005 nell'operazione Ciaramella contro il narcotraffico; aveva già scontato oltre trent'anni di carcere[3].

## Operazioni
- Operazione "Ciaramella"; il 13 febbraio 2007 furono inflitte condanne per complessivi 153 anni di carcere[3].